# Szomszédok (harmadik évad)
A Szomszédok című teleregény-sorozat 3. évadát 1989. január 12. és december 28. között sugározta a Magyar Televízió. Az évad 26 epizódból állt, mivel az egyes részek kéthetente követték egymást végig az egész év folyamán. A teljes sorozat alatt az epizódok sorszámozása (címe) folytatólagos, így a 3. évad első epizódja a "45. fejezet" címet viseli, az utolsó címe pedig "70. fejezet".
A történet során továbbra is a Vágási-, Takács- és Mágenheim-család élete állt a középpontban, sok fontos mellékszereplővel kiegészítve.

## Alkotók
- Írók: Polgár András, Sándor Julianna, Szabolcs Gergely
- Rendezők: Bujtás János, Horváth Ádám

## Szereplők

### Főszereplők
- Vágási Ferenc, nyomdász – Nemcsák Károly
- Vágásiné Szőllősy Judit, tanárnő – Ivancsics Ilona
- Takács István (Taki bácsi), nyugdíjas sofőr – Zenthe Ferenc
- Takácsné Lenke néni – Komlós Juci
- Niski Alma, stewardess, Takácsék unokája – Fehér Anna
- dr. Mágenheim Ádám, mentőorvos – Kulka János
- dr. Mágenheimné Szikszay Júlia, kozmetikus – Frajt Edit
- Mágenheim Julcsi, Mágenheimék lánya – Ábel Anita
- Szikszay Etus, keramikus, Mágenheimné anyja – Csűrös Karola
- Szelényi János, erdőmérnök, Alma férje – Trokán Péter

### Főbb mellékszereplők
- Gábor Gábor, vállalkozó, Mágenheimné főnöke – Koltai János
- Sümeghy Oszkár, nyugdíjas operaénekes – Palócz László
- Böhm József, gondnok – Máriáss József

### Egyéb mellékszereplők
Lásd még: A Szomszédok mellékszereplőinek listája
Vágásiék ismerősei:
- Báthori Béla bácsi, tanár, Vágási Jutka kollégája – Both Béla
- Hável Imre, iskolaigazgató, Jutka főnöke – Kiss Gábor
- dr. Szőllősyné Zsuzsa, szemész, Vágási Jutka anyja – Bánki Zsuzsa
- Ottlakán Géza, Vágási kollégája – Horváth Sándor
- Vágási Margit, Feri anyja – Hacser Józsa
- Mariann, dr. Szőllősy asszisztense – Tordai Teri
- Vilma, tanárnő, Jutka kolléganője – Gór Nagy Mária
- Nagy Csaba, tanár, Jutka kollégája – Böröndi Tamás
- Kenéz elvtárs, nyomdász, Feri főnöke – Bodor Tibor
- főművezető, Feri fónöke – Perlaki István
- Janka néni, Jutka nagynénje – Pásztor Erzsi

Mágenheimék ismerősei:
- Mara, fodrász, Mágenheimné kolléganője – Málnai Zsuzsa
- Klarissza, társasági hölgy, Mágenheimné ügyfele – Incze Ildikó
- dr. Virágh, orvos, Etus udvarlója – Kézdy György
- László, mentőápoló, Ádám kollégája – Koroknai Géza
- Zoltán, nőgyógyász, Ádám kollégája – Nagy Sándor Tamás
- Karakas Ágnes, építész, Zoltán menyasszonya – Földessy Judit
- dr. Nagy Éva, orvos, Ádám kollégája – Simorjay Emese
- Józsi, zöldséges, Etus ismerőse – Szabó Ottó
- Szűcs Csaba, Julcsi barátja – Hajdu Attila
- a mentőállomás vezetője, Ádám főnöke – Zentai Ferenc
- Borzas, Julcsi osztálytársa – Borók Róbert
- Kozma Jocó, Julcsi barátja – Elek Ferenc
- dr. Nagy Károly, orvos, Ádám kollégája – Laklóth Aladár
- Faragó Hermin, a Gábor-Juli szalon vendége – Faragó Vera
- Öreg, mentőápoló, Ádám kollégája – Hável László
- dr. Szalóki Eszter, orvos, Ádám kollégája – Malek Andrea
- Zimonyi Panni, Julcsi osztálytársa – Somlai Edina
- Kecskeméti Péter, „Szöszi”, Julcsi osztályfőnöke – Cseke Péter
- Rita, Julcsi barátnője – Jávor Zsófia

Takácsék ismerősei:
- Dénes bácsi, erdész, Szelényi kollégája – Kun Vilmos
- Magdi, stewardess, Alma kolléganője – Bencze Ilona
- Szedlák Kálmán, nyugdíjas, Taki bácsi volt kollégája – Fillár István
- Madarasi Bandi, boltvezető, Lenke néni főnöke – Dobránszky Zoltán
- Bakonyi elvtárs, János rosszakarója – Kiss Jenő
- Lovas Viktor, ügyvéd – Mihályi Győző
- az erdőgazdaság vezetője, János főnöke – Ujlaky László
- Kovács vállalatigazgató, János ellenfele – Kenderesi Tibor
- Sipos Dezső (Deziré), Alma volt főnöke és udvarlója – Kovács István
- Pityu és Panni, lakáscserélő pár – Melis Gábor és Strasszer Anikó
- Veres József, Taki bácsi maszek főnöke – Kautzky József
- Zomboriné, „Szép Ilonka”, Taki bácsi volt főnöke – Kállay Ilona
- Zomboriné apja – Victor Gedeon
- Marika, eladó, Lenke néni kollégája – Némedi Mari
- Tornyai, rendőrnyomozó – Tolnai Miklós

Egyéb:
- Góliát, taxis – Csányi János
- Lilla, Sümeghy tanítványa és barátnője – Schubert Éva
- Bernát nyomozó – Pelsőczy László
- Charlotte, Virágh doktor régi szerelme – Békés Itala
- rendőrjárőr – Szabó Sipos Barnabás

## A 3. évad fejezetei
| 1. | 45. fejezet | Bujtás János | Polgár András    | 1989. január 12.     |  |  |  |
| Jutka az iskolában tudja meg, hogy apja súlyos betegség után elhunyt. Anyja tudott a férfi betegségéről, de nem akarta, hogy más is aggódjon. Vendégük, Feri anyja, Margit gyújtóssal begyújt a villanytűzhelyben, mert nem ismeri a működését. Szerencsére a nagy füstön kívül más baj nem történik. Ádámot feljelenti Bakonyi elvtárs, mivel balesetet szenvedett anyját nem a szerinte megfelelő elit kórházba szállította, hanem abba, ami aznap ügyeletes volt. Juli meglátogatja a munkahelyét, amiből Gábor Gábor műszaki bolttá készül épp átalakítani, és azt akarja, hogy Juli és Mara legyenek az eladók. Julcsi nagyon mérges, mert úgy tűnik, sokkal alaposabban ki kell vennie a részét a házimunkából, mint eddig. Etusnak elkészítik a második tüdőszűrőleletet, amiből kiderül, hogy semmi baja. Alma és János nászútjának utolsó napján megjelenik főnöke, a főmérnök és az igazgató is. A főmérnököt áthelyezik, Bakonyi kérésére, és János kerül a helyére. |             |              |                  |                      |  |  |  |
| |             |              |                  |                      |  |  |  |
| 2. | 46. fejezet | Horváth Ádám | Polgár András    | 1989. január 26.     |  |  |  |
| Margitka elveszi Feriék pénzét, és amíg azok dolgoznak, elhatározza, hogy hazamegy, de a városban nem ismeri ki magát. Feri úgy dönt, harmadik állást is keres, mert anyagilag sehogy sem boldogulnak annak ellenére, hogy Jutkának is felajánlották az iskolában az igazgatóhelyettesi állást. Ádámék barátjuk, Zoltán eljegyzésére készülnek, akinek menyasszonya nem más, mint Karakas Ágnes, aki sokáig üldözte szerelmével Ádámot. Julit azonban ez sem zavarja, annyira ki akar már szabadulni a négy fal közül. Takácsék az adóbevallásukat készítik, és rájönnek, muszáj lesz rezsihozzájárulást kérni Almától és Jánostól, mert a mellékes munkáikkal együtt sem keresnek eleget. Alma megkapja örökségét, több mint fél millió forintot, amiből autót szeretne venni nagyapjának. János ellenzi az ötletet, ő inkább lakást szeretne, akár lakáscsere árán is. |             |              |                  |                      |  |  |  |
| |             |              |                  |                      |  |  |  |
| 3. | 47. fejezet | Horváth Ádám | /nem ismert/     | 1989. február 9.     |  |  |  |
| Jutka anyja fél, hogy az örökösödési illeték elviszi minden pénzüket, ezért azt javasolja, Jutkáék adják el a lakásukat és költözzenek oda hozzá. Feri ezt a lehetőséget kerek-perec elutasítja. Julcsi az iskolában gyűjtést szervez iskolatársuk Szilvi tanulásának megkönnyítésére. Szilvi mozgássérült és egy műtét után kórházban lábadozik. Az ő és sorstársai tanulását könnyítenék meg tévével és videomagnóval. Juli egyre nehezebben bírja a bezártságot, habár néha benéz a szalonban. Egy ilyen alkalommal kiderül, a Gábor Gábor által árusított videók sorra elromlanak és Gábor nem tudja, mit tegyen. Etus Virágh doktort ápolja, aki láztalanul szenved otthonában egy megfázástól. Takácsék egyre nehezebben férnek el négyen a lakásban. Taki bácsi visszautasítja Alma ötletét, hogy a lány autót vegyen neki, habár ő maga megőrül az unalomtól. Ezért elhatározza, titokban lakáscsere hirdetést ad fel, melyben lakásukat két kisebbre cserélnék. János átveszi a volt főmérnöktől a papírmunkát, de kénytelen megállapítani, hogy elődje igen hanyagul végezte a munkáját.                                                        |             |              |                  |                      |  |  |  |
| |             |              |                  |                      |  |  |  |
| 4. | 48. fejezet | Bujtás János | Polgár András    | 1989. február 23.    |  |  |  |
| Gábor Gábornak nincs szerencséje, Bécsből utazik haza, csomagtartójában a megjavított videókkal, de az igazolópapírokat Bécsben felejti, ezért csempésznek nézik. Julcsi váratlanul beteg lesz, kanyaróra gyanakodnak. Jutka és Feri elképednek, amikor meg tudják, hogy az örökösödési illeték 100 000 forint, de ennek ellenére sem hajlandóak összeköltözni Jutka anyjával. Taki bácsinak több érdeklődő is ír levelet a lakáscsere ügyben, de egyelőre titokban tartja őket a család előtt. Azonban a titok kipattan, mivel este betörnek hozzájuk, és a tolvajok elviszik a tévét és János betétkönyvét is. Ráadásul Jánost ismét megfenyegeti Bakonyi elvtárs, hogy feljelenti, mivel az szélhámosnak nevezte az előző főmérnököt, aki János szerint csalt. |             |              |                  |                      |  |  |  |
| |             |              |                  |                      |  |  |  |
| 5. | 49. fejezet | Bujtás János | Polgár András    | 1989. március 9.     |  |  |  |
| Julcsi már 2 hete betegnek tetteti magát, hogy így segítsen otthon. Mert ha ő otthon van, akkor tud vigyázni Flórára, és anyja visszamehetne dolgozni. Terve azonban dugába dúl, iskolába küldik. Juli és Gábor számolgatja, hogyan tudnák megoldani Juli újbóli munkába állását. Ágnes azt meséli Zoltánnak, a vőlegényének, hogy annak idején Ádám volt az, aki ő utána futott. Zoltán ezt nehezen hiszi el, de rákérdez Ádámnál. Vágásiékat meghívja Vilma, aki családjával alternatív életmódot él: reformételeket eszik, jógázik, és nemigen takarít. Feriék ezt az életmódot ugyanolyan nehezen tudják elfogadni, mint azt, amit Jutka anyja kínál nekik, ha hozzáköltöznek: patikatisztaságot és kötelező azonnali rendrakást. Taki bácsi és János titokban megnéznek egy cserelakást, ami épphogy csak nem omlik a fejükre. Alma kijelenti, a férfiak hiába járnak külön utakon, a pénz az övé, és ő ebből nem fog lakáscserére költeni. |             |              |                  |                      |  |  |  |
| |             |              |                  |                      |  |  |  |
| 6. | 50. fejezet | Horváth Ádám | Sándor Julianna  | 1989. március 23.    |  |  |  |
| Takácséknál sorra meghiúsulnak a férfiak lakáscsere-kísérletei és Alma sem adja a pénzét erre a célra. Lenke néni úgy dönt, babaruhacsereberét nyit a ház olvasószobájában, miután találkozott egy fiatal párral, akiknek nincs pénzük gyerekruhára. János rájön, főmérnök elődjének, Illésnek nem csak annyi a bűne, hogy hanyag volt a papírmunkában, de pénz fejében megengedte, hogy az erdőt szemétlerakónak használják. Jutka iskolájába új magyartanár érkezik. A tanár és Jutka egy véleményen vannak a március 15-i ünnepségek kapcsán, az igazgató azonban fél, hogy a túlzott politizálás miatt bajba kerülhet az iskola. Ádámot egy páciens rokona megpróbálja lefizetni, hogy vegye le a lélegeztetőgépről a nagypapát, mert szükség lenne a lakására. Nem sokkal ezután a nagypapa meghal és a rokon Ádámnak hálálkodik. Böhmnél kikapcsolták a villanyt, mert elvesztette a pénztárcáját és nem fizette be a számlát. Sümeghy szerelmesnek érzi magát új tanítványa, Lilla miatt. |             |              |                  |                      |  |  |  |
| |             |              |                  |                      |  |  |  |
| 7. | 51. fejezet | Horváth Ádám | Sándor Julianna  | 1989. április 6.     |  |  |  |
| Lenke néni végre beleegyezik a lakáscserébe, és Taki bácsi is talál két megfelelő lakást, az egyiket ott a lakótelepen. Csak Alma a hajthatatlan, aki autót keresve belebotlik Dezirébe, aki éppen el akarja adni a Ladáját. A betörők végre megpróbálják beváltani Almáék betétkönyvét, de a rendőrség résen van, és elkapja őket. Feri megpróbálja elkészíteni elhunyt apósa adóbevallását, de anyósa megtiltja, hogy a rendelőben kutakodjon a papírok iránt, és annak sem örül, hogy Jutka felkínálja, hogy segít a házimunkában. A fiatalok elviselhetetlennek tartják az ilyenfajta szabályokat, semmiképp sem akarnak összeköltözni az asszonnyal. Julcsi kirándulni megy Virágh doktorral és Etussal, de arra érnek haza, hogy Ádám kanyaróval két hétre kórházba került. Sümeghyt anyagilag teljesen tönkreteszi az új szerelem. |             |              |                  |                      |  |  |  |
| |             |              |                  |                      |  |  |  |
| 8. | 52. fejezet | Horváth Ádám | Sándor Julianna  | 1989. április 20.    |  |  |  |
| Feriékre végre ráun az anyós, és ő maga kéri őket, hogy költözzenek haza. Azonban este, amikor Jutkáék örülnek, hogy végre szabályok és elvárások nélkül újra együtt lehetnek, az anyós becsenget. Ádám meggyógyul a kanyaróból, de még lábadoznia kell. Etus megőrzésre piaci kofa barátjánál hagyja az egyik kerámiáját, aki percek alatt magas áron eladja. Meg is beszélik, hogy Etus ezentúl több eladásra szánt művét kihozza ide. Takácséknál nehezen megy a lakáscsere, mivel mindkét lakáson tartozás van, és egy rendelet értelmében a tartozás kamata megnő csere esetén. Almát ez nem érdekli, csak azért is megveszi Dezirétől az autót. A vásárlást azonban János félreérti, és azt hiszi, Alma újrakezdte kapcsolatát a férfival. János munkahelyén titokban felveszi a műanyagos vállalat igazgatójával folytatott megbeszélését, amiben az igazgató nyíltan meg akarja vesztegetni, majd a felvételt átadja a rendőrségnek. Sümeghy aggódik, hogy teljesen tönkremegy a Lillával való kapcsolata miatt. |             |              |                  |                      |  |  |  |
| |             |              |                  |                      |  |  |  |
| 9. | 53. fejezet | Horváth Ádám | Sándor Julianna  | 1989. május 4.       |  |  |  |
| Ferinek vezetői állást kínálnak a nyomdában, de nem akarja elfogadni, mert amellett nem tudna másodállást vállalni, és így nem keresne annyit. Jutka kiáll Béla bácsi mellett az iskolában, amikor a nyugdíjas tanárt az igazgató el akarja küldeni. Alma megegyezik Dezirével, hogy megveszi tőle az autóját, amit meg is mutat a nagyapjának. Az autó szép, de Taki bácsi mégis inkább a költözésre szavaz. János szembesítésen vesz részt Kováccsal, a műanyagos vállalatigazgatóval, amin Kovács vádolja meg őt azzal, hogy ő volt az, aki a pénzt kérte a szemétlerakásért cserébe. Este összevesznek Almával azon, hogy a lány éppen Dezirétől akarja megvenni az autót, miközben ő megegyezett Dénes bácsival, hogy az ad nekik kölcsön pénzt a lakáscserére. Julcsit buliba hívja Vilma, majd magára hagyja a gyerekeket. Azok kihasználják a helyzetet és berúgnak. Sümeghynek már a harmadik képét kell zálogba tennie, hogy méltóan meg tudja vendégelni határtalan étvágyú barátnőjét, és aggódik, hogy a végén a lakását is elveszti. Böhm bácsi örülne ennek, mert így Almáék el tudnák foglalni Sümeghy lakását és a házban maradhatnának. |             |              |                  |                      |  |  |  |
| |             |              |                  |                      |  |  |  |
| 10. | 54. fejezet | Bujtás János | Polgár András    | 1989. május 18.      |  |  |  |
| Lenke néni igazi hősként viselkedik, amikor rablók törnek be az ábécébe, hogy elvigyék a napi bevételt. Az akciót figyelemmel kíséri a rendőrség, akik már rég vadásznak a bandára, és el is fogják őket. Eközben János egyre türelmetlenebb, amiért Alma a leglehetetlenebb időpontokban ér haza a munkából és mindig fáradt, ideges. János arra kéri Almát, keressen új munkahelyet, de Alma nem hajlandó erre. Taki bácsi segít Ádámnak beindítani és rendbehozni a Trabantját, amin Ádám túl akar adni, mert túlságosan szennyezi a környezetet. Juli megegyezik a házban lakó fiatal párral, akiknek szintén van egy kisbabájuk, hogy ők fognak vigyázni Flórára is, így ő visszamehet dolgozni. Feri nem vállalja el a vezetői posztot a nyomdában, Jutka pedig néha mintha hajlana arra, hogy mégis csak odaköltözzenek az anyjához. |             |              |                  |                      |  |  |  |
| |             |              |                  |                      |  |  |  |
| 11. | 55. fejezet | Bujtás János | Polgár András    | 1989. június 1.      |  |  |  |
| Takácsék lakáscseréje az utolsó pillanatban meghiúsul. A fiatal pár, akikkel cseréltek volna, szakítanak, a papírokat sem adták be ügyintézésre, és így Taki bácsiék ott állnak az összecsomagolt lakásban, pedig már a lakóktól is elköszöntek. Jutka szorgalmasan jár Zoltánhoz, a nőgyógyászhoz annak érdekében, hogy sikerüljön kihordania egy kisbabát. Feri is arra gondol, hogy együtt el kellene menniük vizsgálatra, hogy kiderüljön, Jutka miért nem esik teherbe. De egyikőjük sem meri a másiknak megmondani ezt. Julit rábeszéli Gábor Gábor, hogy induljon egy újabb kozmetikus versenyen, mivel az jót tenne az üzletnek. Sümeghy annyira eladósodott, hogy a végrehajtó feltörte a lakását és elvitte a hűtőszekrényét. Amikor ezt Lillácska megtudja, felháborodottan otthagyja az énekest. |             |              |                  |                      |  |  |  |
| |             |              |                  |                      |  |  |  |
| 12. | 56. fejezet | Horváth Ádám | Polgár András    | 1989. június 15.     |  |  |  |
| Julcsi ballag, de Flóra megfázása miatt Ádám nem tud részt venni az ünnepségen. Szerencsére Taki bácsi éppen ekkor megy át telefonálni, és felajánlja, hogy vigyáznak a babára, amíg Ádám az ünnepségen van. Takácsék visszakapják az ellopott tévét és ugyanakkor a biztosítótól is megkapják a pénzt a lopás miatt, Alma pedig megveszi Taki bácsinak az autót. Ő azt tervezi, Szedlák barátjával újra taxizni kezdenek, de döbbenten olvassa az újságban, hogy Szedlák meghalt. János rájön, az erdőben leterített műanyaghulladék alá valami sokkal mérgezőbb anyagot rejtettek. Feriékhez beállít Mariann, és felajánlja, hogy megfelelő bérleti díjért egy fogorvos ismerőse kibérelné Jutka apjának rendelőjét, de ő lenne az asszisztens. Feri határozottan nemet mond, és elzavarja a nőt. Amikor Jutka este elmeséli, hogy Csaba kollégája nyárra vízi tábort szervez és őt is hívta, Feri ezt úgy érti, hogy Csaba udvarolni akar Jutkának. Sümeghy a végrehajtás óta nem éri utol Lillácskát, és nem érti, az asszony miért nem tud megbocsátani neki.                                                                                        |             |              |                  |                      |  |  |  |
| |             |              |                  |                      |  |  |  |
| 13. | 57. fejezet | Bujtás János | Polgár András    | 1989. június 29.     |  |  |  |
| Az erdőgazdaságban kiderül, az illegálisan lerakott mérgező anyag megfertőzte a forrásokat, és 4 turista rosszul is lett a víztől. János és Alma között egyre feszültebb a viszony az időbeosztásuk és a meghiúsult lakáscsere miatt. Ráadásul kiderül, Deziré autója nagyon rossz állapotban van, a költségek fedezésére Taki bácsi ingyen be kell álljon Veres úr műhelyébe dolgozni. Feri egyre féltékenyebb Jutkára, úgy tűnik, nem ok nélkül, mivel Csaba elhívja Jutkát helyet keresni a nyári tábor részére és ott valóban megpróbálja elcsábítani az asszonyt. Gábor Gábornak pompás ötlete támad: öltöztessék be Julcsit magyaros ruhába és készítsenek közös képeket külföldiekkel a Halászbástyán. Juli megfenyegeti Gábort, hogy az ezt az ötletét megvalósítja, akármilyen gyerekkel, akkor ő kilép a szalonból. Sümeghy rájön, Lillácska sem mondott igazat őneki, mert a butik nem az asszonyé, ő csak alkalmazottként dolgozik ott. |             |              |                  |                      |  |  |  |
| |             |              |                  |                      |  |  |  |
| 14. | 58. fejezet | Horváth Ádám | Sándor Julianna  | 1989. július 13.     |  |  |  |
| Julcsi engedélyt kap az iskolától, hogy elmenjen a kéthetes vízitáborba. Etus kezét meg kell operálni, közben Juli egy közös nyaralást tervez a Velencei-tó partján. Taki bácsi összefut Zomborinéval, régi főnökével, aki felajánlja, hogy idős apjával kössenek Almáék eltartási szerződést, és akkor az öreg halála után, némi készpénz ellenében övék lehet a lakás. Se Alma, se Lenke néni nem lelkesedik az ötletért, de János támogatja. Jánost majdnem fegyelmiben részesítik a turisták rosszulléte miatt, akik ittak a mérgezett vízből. A rendőrség szerint a tábláknál jobb módszert kellett volna találniuk arra, hogy figyelmeztessék az embereket a veszélyre. Feri továbbra sem akarja elvállalni a művezetőséget a nyomdában, ám átmenetileg visszahívják Kenéz elvtárst erre a posztra. Sümeghy megleckézteti Lillácskát: meglátogatja a butikban, és finoman célozva értésére adja, tudja, hogy nem ő a butik tulajdonosa. |             |              |                  |                      |  |  |  |
| |             |              |                  |                      |  |  |  |
| 15. | 59. fejezet | Bujtás János | Sándor Julianna  | 1989. július 27.     |  |  |  |
| Alma és János házassága egyre rosszabb. Folyton veszekednek, mert nem tudják megoldani a lakáshelyzetüket és mert a munkaidőbeosztásuk miatt alig találkoznak. A Zombori-féle eltartási szerződés sem jön össze, mert az öregúr meg van győződve róla, hogy meg akarják gyilkolni a lakásáért. Taki bácsi ledolgozta a Ladája javításának az árát Veresnél, aki azonban győzködi, hogy maradjon még nála dolgozni. Juli is egyre többet veszekszik Gábor Gáborral, mert a férfi egyre lehetetlenebb üzletekbe vág bele, és mert Juli mindenáron nyaralni akar, és ezért le is foglalt egy szállás a Velencei-tónál. Feri és Jutka nem tudják megvenni az áhított bútort, mert Béla bácsit nem fogadják el kezesnek. Ráadásul a vízitáborban Csabának váratlanul haza kell utaznia, és csak Jutka tud lemenni helyettesíteni őt. Erről egy cetlit hagy Ferinek, aki azt olvasva meg van győződve róla, hogy Jutka megcsalja. |             |              |                  |                      |  |  |  |
| |             |              |                  |                      |  |  |  |
| 16. | 60. fejezet | Horváth Ádám | Polgár András    | 1989. augusztus 10.  |  |  |  |
| Janka néni váratlanul beállít Jutkáékhoz, hogy kérje a részét az örökségből. Nem hiszi el, hogy Jutkáék nem örököltek pénzt, csak házat. Feri és Jutka kibékülnek, és mindketten elárulják, hogy titokban orvosnál jártak a születendő baba érdekében. Meghozzák az új garnitúrát, de Feri nem tudja élvezni, mert este hazafelé elüti egy autó. János és Alma még mindig nem békültek ki, nem is alszanak otthon. Taki bácsi egy ideges utast szállít, aki az autóban hagyja az útlevelét. Amikor Taki bácsi azt leadja a rendőrségen, az utas felkeresi otthon és minősíthetetlen hangon számon kéri rajta az útlevelet, de Lenke néni kidobja. Ádámék nyaralnak, de a szálláson sok a gond: nincs víz, hatalmas a tömeg a házban, veszekedés a konyháért, ezért úgy döntenek, az első napont hazautaznak, de a tulajdonosnő követeli az egész heti szállásdíjat. Virágh doktor életében megjelenik régi szerelme, Charlotte, emiatt Etust a feleségének nevezi, aki ezt nem veszi jó néven, de eljátssza a szerepet. Sümeghy kibékül Lillácskával, Böhmnek viszont kórházba kell mennie folytonos szédülései miatt.                                    |             |              |                  |                      |  |  |  |
| |             |              |                  |                      |  |  |  |
| 17. | 61. fejezet | Horváth Ádám | Polgár András    | 1989. augusztus 24.  |  |  |  |
| Taki bácsi bajban van, nem elég, hogy egy utasa átverte, az autó, amit állítólag ő szerelt Veresnél, halálos balesetet szenvedett. Alma úgy dönt, meglátogatja Jánost az erdészházban. A látogatás jól sikerül, mert kibékülnek, és Alma belemegy abba is, hogy megkössék az eltartási szerződést Zomborinéval. Jutka teljes apátiába süllyedt Feri balesete miatt. Ferit még mindig kórházban tartják agyrázkódása miatt. Julcsi beáll Józsihoz, a zöldségeshez segíteni, így keres némi pénzt a szeptemberi iskolakezdéshez. Etus még mindig azt játssza Charlotte-nak, hogy ő Virágh doktor felesége, és Flóra a lányuk. Sümeghy és Lillácska kibékültek, de az énekesnek nincs szerencséje, elhagyja a lakáskulcsát, így randevújuk megint meghiúsul. |             |              |                  |                      |  |  |  |
| |             |              |                  |                      |  |  |  |
| 18. | 62. fejezet | Horváth Ádám | Polgár András    | 1989. szeptember 7.  |  |  |  |
| Ferit hazaengedik a kórházból, de a lábadozása még hetekig tart. Jutka anyja felajánlja, erre az időre költözzenek hozzá, de ők elutasítják a kérést. Ádám nagyon mérges lesz, amikor megtudja, Gábor Gábor szülői engedély nélkül eladta Julcsi fényképét címlapfotónak, és megfenyegeti az üzletembert, hogy felpofozza. Gábor közben közös üzletbe kezd Charlotte-al, aki emiatt kiadja Virágh doktor útját, aki ezt egy üveg pezsgővel ünnepli meg Etusnál. A házba váratlanul betoppan egy filmes stáb azzal, hogy szerződésük van arra, hogy a házban forgassanak egy munkavédelmi kisfilmet. Mint kiderül, a szerződést senki nem írta alá a ház részéről, ezért Taki bácsi kidobja őket, de már késő: a stáb elrontott bejárati ajtót és rengeteg koszt hagyott maga után. Taki bácsi nem csak a stábra volt dühös. A rendőrségi vizsgálaton kiderül, Veres úr teljesen rá akarja kenni a fékhibás autó miatti felelősséget. Ráadásul este megjelenik a lakásukon maga Zomboriné apja, aki kijelenti, semmilyen eltartási szerződésről nem lehet szó. Sümeghy hangszálgyulladást kap, emiatt még suttognia sem szabad.                            |             |              |                  |                      |  |  |  |
| |             |              |                  |                      |  |  |  |
| 19. | 63. fejezet | Bujtás János | Szabolcs Gergely | 1989. szeptember 21. |  |  |  |
| Ádám megijed, amikor egy 15 éves lány spontán vetéléséhez hívják, aggódik, hogy Julcsival is valami hasonló történhet, ha nem vigyáznak. Julcsit felzaklatja, hogy régi barátai kinevetik, amiért a fényképe megjelent a magazin címlapján. Ferinek már megengedi az orvos, hogy napi 1 órára felkeljen és sétáljon. Jutka facsemetéket próbál szerezni az iskolai ünnepségre az aradi vértanúk napjára, ebben János lesz a segítségére. János és Alma reggel véletlenül meghallják, hogy Taki bácsiék aznap ünneplik az aranylakodalmukat, de az öregek próbálják úgy szervezni a napot, hogy a fiatalok ne tudjanak erről. Viszont Taki bácsi hazafuvarozza Böhmöt a kórházból, és neki elárulja a nagy hírt. János is készül, vaddisznópörköltet készít, és hogy meglepetés legyen, bekéretőzik Jutkáékhoz főzni. Estére már az egész ház tudja, hogy ünnepel a Takács család és minden lakó megjelenik náluk, hogy gratuláljon. |             |              |                  |                      |  |  |  |
| |             |              |                  |                      |  |  |  |
| 20. | 64. fejezet | Bujtás János | Szabolcs Gergely | 1989. október 5.     |  |  |  |
| Feri újra munkába áll a nyomdában, és rögtön túlórát is vállal, ami persze nem tetszik Jutkának. Az iskolában a diákok kitalálják, hogy ültessenek 13 facsemetét az aradi vértanúknak. A fákat János szerzi be az erdőgazdaságból, ami miatt majdnem fegyelmit kap, mert a főnöke nem tudja, hogy ő kifizette a fák árát. Taki bácsi depressziós a rosszul megszerelt autó miatt, de Alma kideríti, hogy a vizsgálat szerint anyaghiba okozta a balesetet. Julcsinak lehetősége lenne Olaszországba utazni pár napra, de a pénzt nem könnyű előteremteni. Ádám kollégája, László, munka közben rosszul lesz, Ádám pedig azon gondolkodik, átmenjen-e egy intenzív osztályra dolgozni. Mindenesetre ingyenmunkát vállal egy légicaritasnál. |             |              |                  |                      |  |  |  |
| |             |              |                  |                      |  |  |  |
| 21. | 65. fejezet | Bujtás János | Sándor Julianna  | 1989. október 19.    |  |  |  |
| Jutka iskolájában gondot okoz, hogy orosz nyelvre egyetlen diák sem jelentkezik, angol vagy némettanára viszont nincs az iskolának. Jutka anyját combnyaktöréssel kórházba szállítják. János talál egy eladó faházat, és Taki bácsi trükkjével próbálják Almának úgy eladni az ötletet, hogy úgy tűnjön, Alma maga akarja, hogy János megnézze a házat. Azonban elkésnek, a faházat közben megveszi más. Ádám új beosztottat kap, Szalóky Esztert, egy fiatal, ám lelkes orvostanhallgatót. Julcsi többnapos olasz kirándulásra indul, de az indulást majdnem lekési, mert elalszanak. Gábor Gábor fantasztikus új üzletbe kezd Charlotte segítségével: tengerentúli társközvetítésbe vág, ahol magyar hölgyeket ismertetnek meg amerikai urakkal. A hölgyeket Juli és Mara teszi széppé, ám az egyik első jelentkező rögtön Gábor egyik ismerőre. Böhm bácsi aggódik, mert nem tudja kifizetni a gyógyszerét, a tanácstól pedig büszkeségből és félénkségből alig mer segélyt kérni. |             |              |                  |                      |  |  |  |
| |             |              |                  |                      |  |  |  |
| 22. | 66. fejezet | Horváth Ádám | Sándor Julianna  | 1989. november 2.    |  |  |  |
| Taki bácsiék összegyűjtik nem használt ruháikat, és leadják a menekültek számára. Este Taki bácsi egy utast visz haza, amikor egy másik taxisra bukkan, aki a kocsijában halt meg. Almát megkeresi Deziré, hogy rábeszélje, vállaljon el egy újságírói állást egy idegenforgalmi lapnál. János sikertelenül próbál időpontot kérni a tanácselnöktől, hogy megkérdezze, mikor kapnak már választ a 2 hónappal korábban beadott telekkérvényükre. Feriék lehetőséget kapnak rá, hogy eladják Jutka anyjának házát és abból pénzből fizessék ki az illetéket, de Jutka anyja kórházban van még, ezért a döntés nehéz. Ádám jobban megismeri új kolléganőjét, Esztert, akiről kiderül, nem mondott igazat: nincs férjnél és nincs gyereke. Hermin felháborodottan ront be a Gábor-Juli szalonba, nem érti, miért nem kapott még választ Amerikából a fotójára. Julinak kétségei vannak a társközvetítő sikerességét illetően, mert csupa idősebb, csúnyább nő próbál így férjet találni. |             |              |                  |                      |  |  |  |
| |             |              |                  |                      |  |  |  |
| 23. | 67. fejezet | Horváth Ádám | /nem ismert/     | 1989. november 16.   |  |  |  |
| Juliék Flóra születésnapját ünneplik. Ádám meg a tortáért és a cukrászdában összetalálkozik Eszterrel. Ezt meglátja Gábor Gábor, aki lelkesen beszámol az esetről Julinak, aki rögtön féltékeny lesz. Julcsinak nehezen megy a tanulás, amiért az általánosban még hármast kapott, a gimnáziumban egyesre értékelik. Jutka anyját hazaengedik a kórházból, de arra nem számítottak, hogy valakinek ott is kell maradnia vele, mert egyelőre nem tudja magát ellátni. Jutka rosszkedvűen veszi ezt tudomásul, és amúgy is rossz passzban volt egész nap. Anyjának bevallja, rosszkedvének az az oka, hogy azt hitte, kisbabát vár, de kiderült, hogy mégsem. Alma leadja első cikkét az újságnak, de újságírói karrierjében nem bízik. |             |              |                  |                      |  |  |  |
| |             |              |                  |                      |  |  |  |
| 24. | 68. fejezet | Bujtás János | /nem ismert/     | 1989. november 30.   |  |  |  |
| Julcsi egyre később jár haza, a jegyei nem túl jók, mégis mindig arra hivatkozik, hogy sokáig tanul egy új barátnőjénél. Etusnak teljesen felborult az életrendje, mióta – hónapok óta – neki kell Flórára vigyáznia, de persze ezt nem árulja el a családnak. Juli egyre inkább úgy gondolja, hogy Ádám és Eszter között van valami. Taki bácsi meglepve tapasztalja, hogy az autója nem ott áll reggel, ahol este hagyta. A rendőrség megvizsgálja az autót, de nem talál semmit. János bejelenti, hogy már majdnem biztos, hogy övék a telek. Alma felmondott a Malévnél, hogy újságíróként dolgozhasson, de az első hidegzuhany a belépéskor éri: gondos nyomozás után megírt tényfeltáró cikkét nem fogadják el, mert a lap csak pozitív írásokat jelentet meg. Ferinek és Jutkának már kifejezett teher, hogy nekik ápolni Jutka anyját. Jutkának az az ötlete támad, költöztessék oda Janka nénit, de Feri szerint a két asszony megölné egymást. Gábor Gábor nagyon örül, mert úgy tűnik, beindul a társközvetítője és rögtön talál jelentkezőt legtürelmetlenebb ügyfelének, Herminnek is.                                                       |             |              |                  |                      |  |  |  |
| |             |              |                  |                      |  |  |  |
| 25. | 69. fejezet | Horváth Ádám | /nem ismert/     | 1989. december 14.   |  |  |  |
| Lenke néni véletlenül betette a menekülteknek szánt ruhacsomagba a télikabátját, ezért a család azt tervezi, meglepik eggyel karácsonyra. Közben már a telekre is tervezik a házat és a veteményest, pedig még nincs hivatalos válasz arról, megkapják-e. Alma cikkei egyre sikeresebbek, de új feladat elé állítják: meg kell tanulnia gépelni. Jutka anyja éppen az ügyvéddel tárgyal a háza eladásáról, amikor beállít Janka néni azzal, hogy szívesen odaköltöznek és ápolná Zsuzsát. Az asszony próbaképpen belemegy. Ádámnak egyre szimpatikusabb Eszter, de ő tagadja, hogy bármi alakulna köztük a lánnyal. Julcsi furcsa barátnőt talált az iskolában. A lány elkéri az uzsonnáját, kiszolgáltatja magát és lekezelően bánik vele, de Julcsit ez nem zavarja. Közben egy osztálytársuk, Panni, lyukas cipője miatt nem tud iskolába járni, ezért Julcsi Etust kéri meg, hogy segítsen. Böhm bácsi illegális szemétlerakókat ér tetten Sümeghy és Feri segítségével. |             |              |                  |                      |  |  |  |
| |             |              |                  |                      |  |  |  |
| 26. | 70. fejezet | Horváth Ádám | /nem ismert/     | 1989. december 28.   |  |  |  |
| János bosszankodik, hogy még mindig nem érkezett meg a telekkiutalás a tanácstól. Lenke néni számára sikerül elintézniük egy beutalót egy fürdőbe, január közepén utazhatnak Taki bácsival. Az öregre is ráfér a pihenés, mivel a rendőrségi vizsgálatból kiderül, 1 hónappal korábban nem csak kölcsönvette valaki az autóját éjszakára, de hullát szállítottak benne. Jutka anyja, Zsuzsa még mindig Janka nénivel lakik egy fedél alatt. Janka látszólag mindenben készségesen segít, Zsuzsa mégis alig bírja ki vele, legszívesebben megölné a sógornőjét. Mindenesetre azt elhatározza, hogy mégsem adja el a házát. Jutka iskolájában Hável arra készül, hogy lemond az igazgatói posztról. Ádámot felelősségre vonja Eszter, hogy miért bánik vele olyan keményen. Etus kiállításra készül, de a kiállítás szervezője összetöri az egyik művét, ezért kidobja a férfit. Julcsi a szülei tudta nélkül bulit rendez a lakásban, aminek Ádám és Juli nem nagyon örülnek, sem a ház lakói a bömbölő zene miatt. |             |              |                  |                      |  |  |  |

## Forrás
- Szomszédok az Internet Movie Database oldalon (angolul)
- A sorozat epizódjai